# جون هاليداي سكوت
جون هاليداي سكوت (بالإنجليزية: John Halliday Scott)‏ هو فنان نيوزيلندي، ولد في 1851 في إدنبرة في المملكة المتحدة، وتوفي في 1914.